# Dolfin
Koordinati:   44°41′38″N, 14°41′08″E
Dolfin je majhen nenaseljen otoček v Kvarnerskem zalivu.
Otoček, na katerem je svetilnik, leži okoli 3,5 km zahodno od zaselka Tovarnele (blizu Luna) na Pagu. Površina otočka je 0,26 km². Dolžina obale meri 2,03 km. Najvišji vrh je visok
23 mnm.
Jugovzhodno, v neposredni bližini, leži otoček Mali Dolfin. Severovzhodno od otoča pa ležita Veliki in Mali Laganj.
Iz pomorske karte je razvidno, da svetilni, ki stojo na vrhu najvišje točke otoka oddaja svetlobni signal: BR Bl(2) 10 s. Nazivni domet svetilnika je 7 -10 milj.